# Leon Panikvar
Leon Panikvar (Maribor, 28 gennaio 1983) è un ex calciatore sloveno, di ruolo difensore.

## Carriera
Alto 184 cm per 81 kg di peso, in precedenza ha vestito le divise del Maribor (per tre stagioni), del Bela Krajina Črnomelj (sei mesi) e del Primorje Ajdovščina (una stagione e sei mesi), totalizzando 96 presenze e 3 reti nella Prva Liga, la prima divisione slovena.
Nell'estate del 2011 passa dal Zalaegerszegi TE, squadra della prima divisione ungherese, al Kilmarnock, firmando un contratto di due anni.